# We Are Motörhead
A We Are Motörhead album a brit Motörhead zenekar 2000-ben megjelent, sorrendben tizenötödik stúdiólemeze.

## Története
Első alkalom volt, hogy egy Motörhead-album nem Angliában és nem az Egyesült Államokban készült, hanem Németországban. A producerként segítette a zenekart (többek között) az egykori Kiss gitáros Bob Kulick és az Overnight Sensation lemezen már bizonyított Duane Barron.
A lemez címe Lemmy koncerteken megszokott köszönését idézi, amikor a zenekar a színpadra lép és a frontember üdvözli a közönséget. Az előző évben kiadott koncertlemez elején például így: "We are Motörhead and we're gonna kick your ass".
Hosszú idő után újra kislemezt is kiadtak az album mellé a Sex Pistols együttes "God Save The Queen" dalának feldolgozásával. A kislemezhez forgatott klipben a Motörhead-trió egy nyitott emeletes busz felső szintjén játszik, miközben a busz körbejárja London nevezetes részeit.
A "Wake the Dead" közepén a basszusgitár játssza a szólót, ami eredetileg a gitáré lett volna. Lemmy előbb érkezett a stúdióba és még Phil Campbell előtt feljátszotta, megelőzve a gitárost. A kislemezre is felkerült "One More Fucking Time" az album egyetlen lírai balladája. A címadó "We Are Motörhead" pedig erősen hasonlít a Motörhead legismertebb dalára, az "Ace of Spades"-re.
Úgy gondoltam, mi lenne ha írnék egy dalt ugyanabban a tempóban, hátha feldobna mindenkit, aki az archívumainkat bújja - a gyűjtőket, tudod.

## Az album dalai
1. "See Me Burning" – 2:59
2. "Slow Dance" – 4:29
3. "Stay Out of Jail" – 3:02
4. "God Save the Queen" (Sex Pistols feldolgozás) – 3:19 videóklip
5. "Out to Lunch" – 3:26
6. "Wake the Dead" – 5:14
7. "One More Fucking Time" – 6:46
8. "Stagefright/Crash & Burn" – 3:02
9. "(Wearing Your) Heart on Your Sleeve" – 3:42
10. "We Are Motörhead" – 2:21

## Közreműködők
- Ian 'Lemmy' Kilmister – basszusgitár, ének
- Phil Campbell – gitár
- Mikkey Dee – dobok